# Frederick Ponsonby, 3. hrabě z Bessborough
Frederick Ponsonby, 3. hrabě z Bessborough (Frederick Ponsonby, 3rd Earl of Bessborough, 4th Viscount Duncannon, 4th Baron Ponsonby, 3rd Baron Ponsonby of Sysonby) (24. ledna 1758, Londýn, Anglie – 3. února 1844, Canford House, Anglie) byl britský politik ze šlechtického rodu Ponsonbyů. Patřil ke straně whigů, v mládí byl poslancem Dolní sněmovny a zastával nižší vládní úřady, jako dědic rodových titulů od roku 1793 zasedal ve Sněmovně lordů.

## Životopis
Byl jediným synem 2. hraběte z Bessborough, vystudoval práva v Oxfordu a poté podnikl kavalírskou cestu. V letech 1780-1793 byl členem Dolní sněmovny za stranu whigů, ve vládě byl krátce lordem admirality (1782 a 1783). Po otci zdědil rodové tituly a vstoupil do Sněmovny lordů (1793; jako otcův dědic do té doby vystupoval pod jménem vikomt Duncannon, v Horní sněmovně zasedal jako baron Sysonby, protože vyšší hraběcí titul platil pouze pro Irsko). Vynikl jako řečník strany whigů, ve společnosti byl oblíben pro svou přátelskou povahu, z pozice člena Sněmovny lordů patřil k předním odpůrcům sloučení Anglie a Irska.
Jeho manželkou byla od roku 1780 Henrietta Spencer (1761-1821), dcera 1. hraběte Spencera. Měli spolu čtyři děti. Nejstarší syn John (1781-1847) byl dědicem rodových titulů, druhorozený Frederick (1783-1837) byl generálem a guvernérem na Maltě, třetí William (1787-1855) byl členem Dolní sněmovny a v roce 1837 získal titul barona z Mauley.